# Kognitionsverfahren
Das Kognitionsverfahren (cognitio extra ordinem, abgekürzt c.e.o, auch cognitio extraordinaria oder extraordinaria cognitio) war ein römisches Zivilprozessverfahren, das in Zeiten des klassischen Rechts durch den Kaiser eingeführt wurde. Es zeichnete sich durch einstufige Prozessführung aus und fand zunächst Anwendung in den Bereichen, in denen ein Formularverfahren nicht möglich war. Ab Mitte des 2. Jahrhunderts wurde der Formularprozess vollends verdrängt. Vornehmlich war das Verfahren Bestandteil der Jurisdiktion der Kaiser des Prinzipats und der Spätantike. In den Provinzen waren zumeist die Statthalter zuständig.
Der Begriff cognitio bezeichnet die Untersuchung des Sachverhalts durch den Gerichtsmagistrat, zuvor war das im zweigeteilten Prozesswesen des Formularverfahrens noch Aufgabe des Iudex gewesen, der regelmäßig Laienrichter war. Die Bezeichnung cognitio extraordinaria geht darüber hinaus auf das außerordentliche Eingreifen des Kaisers in reguläre Verfahren des Formularprozesses zurück. Er führte insoweit die Appellationsfähigkeit von Urteilen ein.

## Entwicklungsgeschichte
Nachweislich ab der Zeit der altzivilen Zwölftafelgesetzgebung, die in der frühen römischen Republik datiert, und noch während des frühen Prinzipats wurden Gerichtsverfahren zunächst über die sogenannten Legisaktionen und später über den Formularprozess ausgetragen. Für sie galt das Prinzip eines zweigeteilten Prozesses, der im ersten Schritt mit der Festlegung der Spruchformeln vor dem Gerichtsmagistraten – regelmäßig war der Prätor zuständig – eröffnet wurde (in iure). Im zweiten Schritt wurde der Prozess vor dem Iudex weitergeführt (apud iudicem), dem Ermittlungs- und Urteilsrichter. Dieser war ohne Magistratsstellung und häufig Praktiker in einem gewöhnlichen Beruf, juristischer Laie. Er erhob Beweis und entschied den anhängigen Rechtsstreit. Im 3. Jahrhundert wurden beide Prozesstypen, die zeitweise nebeneinander existierten, zunehmend durch den Kognitionsprozess verdrängt. Dem war eigen, dass die beiden Prozessstränge aus der Sphäre des Magistraten und des Iudex zusammengelegt und vereinheitlicht wurden. Das Gerichtswesen konnte ökonomischer geleitet werden, was die Prozessführung erleichterte. Die Rigorosität des prozessualen Formalismus wurde abgestreift und es entstand mehr richterliche Flexibilität. Gleichwohl standen auch der Formular- und Kognitionsprozesstyp zeitweise noch nebeneinander, bis Constantius II. und Constans das Formularverfahren 342 gesetzlich abschafften. Schließlich wurde ein öffentlich bestellter Gerichtsmagistrat eingesetzt, der das Verfahren umfassend verantwortete. Über imperium musste der nicht mehr verfügen. Er musste sich nicht nur einem tiefgreifenden Wandel im Wesen des Prozesses stellen, der Übergang von der republikanischen Verfassung zu einem ausgeprägten Beamtenstaat, verwandelte Rom von einer repräsentativen Demokratie in ein zentralisiertes Imperium. Die Machtfülle schnitt sich auf den Kaiser zu.
Das Kognitionsverfahren behauptete sich gegenüber dem Formularprozess auch aus empirischen Gründen, denn die bereits zu Republikzeiten in richterlichen Einheitsverfahren absolvierten Verwaltungsstreitsachen wurden zum Vorbild. Die Verfahren waren effizienter und zeitsparend. Die gesamte Entscheidungsbefugnis in die Hände eines kaiserlichen Beamten zu geben, wurde als cognitio extraordinaria (auch cognitio extra ordinem) bezeichnet. Da es eine Gewaltenteilung nicht gab, konnten verwaltungsrechtliche Angelegenheiten auf den Ebenen von Staatsgewalt wie Gerichtsbarkeit durchentschieden werden. Die Schlagzahl der Prozesse erhöhte sich, weil neue Klageformen geschaffen wurden (etwa zu Unterhaltsansprüchen); und da in einigen Provinzen der Formularprozess nie eingeführt worden war – gerichtliche Entscheidungen traf dort zumeist ein beamteter Richter der Militärverwaltung – erlangte der Typ des Kognitionsverfahren ab 342 Alleinstellung. Die Preisgabe der horizontalen Zweigliederung des Verfahrens korrespondierte mit der Einführung des vertikalen Instanzenzugs. Der Berufungs- beziehungsweise Beschwerderichter, vornehmlich jedoch der Princeps, waren nun berechtigt und dazu aufgerufen, beanstandete Urteile zu überprüfen. Damit wurde (nach heutigem Verständnis) die Prozesslogik aufgewertet. Zwar wurde die Rechtsschöpfungsmacht des Formularprozesses stets als Erfolg gegenüber dem archaischen Legisaktionenverfahren gefeiert, die finale Redaktion des edictum perpetuum unter Kaiser Hadrian bereitete dem letztlich aber erschöpften Formelbestand ein Ende. Überschießende Flexibilität war nicht mehr vorhanden.

## Charakteristika des Gerichtsverfahrens

### Erkenntnisverfahren und Rechtsmittel
Das Verfahren wurde verstaatlicht. Die Ausübung des Richteramts geriet zur Tätigkeit einer Staatsbehörde. Die Befugnis Recht zu sprechen (iurisdictio), erlangte der Richter vom Kaiser, sofern dieser nicht einzelne Fälle dem eigenen Vorbehalt unterstellte. Die sachlichen und funktionalen Zuständigkeiten verfestigten sich im Laufe der Zeit. Innerhalb seiner Zuständigkeit konnte der Richter Aufgaben delegieren. Er selbst wurde dauerhaft in sein Amt berufen. Als erstinstanzliche Richter waren – je nach Ort – unterschiedliche Amtsträger aufgerufen. In Rom (später Konstantinopel) übten das Amt zu Beginn verschiedene Prätoren aus, die danach durch Stadtpräfekten ersetzt wurden. In den Provinzen waren die Provinzstatthalter mit der Kompetenz ausgestattet. Jederzeit konnte der Kaiser aber selbst sich einer Rechtssache annehmen oder sich bei entsprechender Bedeutung für ihn durch einen Prätorianerpräfekten vertreten lassen.
Geladen wurde im Kognitionsprozess immer weniger privat im Parteiselbstbetrieb (in ius vocatio), sondern zunehmend von Amts wegen (ius vocandi), in den Provinzen unter Mitwirkung eines Unterbeamten. Obrigkeitliche Anordnungen waren unter Strafandrohung zu beachten. Ausweislich des Corpus iuris, der spätantiken Rechtskompilation des Kaisers Justinians, waren Ladungen dann ausschließlich amtlich amtliche Angelegenheit. 
Der Kläger hatte sein Anliegen in Form einer Streitansage vor Verfahrenseröffnung darzutun und seinen Schritt zu erklären (libellus actionis). In der Sache musste er sich noch nicht einlassen. Verhandelt wurde häufiger, denn determinierte Gerichtstage – dies fasti in Abgrenzung zu dies nefasti – waren im Gerichtskalender nicht mehr vorgesehen. Unter den in das Gerichtswesen vordringenden christlichen Einflüssen war lediglich der Sonntag ein gerichtsfreier Tag. Im Gerichtssaal selbst war eine Ausgabe der Heiligen Schrift vorzuhalten.  
Die örtliche Zuständigkeit des Gerichts bestimmte sich grundsätzlich nach dem Gerichtsstand des Beklagten, eine rügelose Einlassung beim unzuständigen Gericht war aber möglich. Gerichtsgebühren waren bis ins späte 4. Jahrhundert unstatthaft und wurden unter Kaiser Konstantin noch als Bestechung betrachtet. Danach wurden sie je nach Streitwert gestaffelt erhoben, ohne jedoch an den Fiskus zu fließen; entlohnt wurden die Hilfsbeamten (exsecutores), die die Verwaltungstätigkeiten rund um den Prozess ausübten (Registrierungen, Ladungen). Die Prozesse wurden grundsätzlich ohne Öffentlichkeit geführt. Wenn eine Partei trotz richterlicher Anordnung nicht erschien (contumacia), wurde sie per Edikt zunächst verwarnt, bei weiterer Widersetzung erging – nach summarischer Sachprüfung – ein Versäumnisurteil. Das führte in späteren Verfahren regelmäßig zum vollständigen den Prozessverlust. Die althergebrachte aktionenrechtliche Denkweise blieb noch von zentraler Bedeutung. Ansprüche wurden auch im Kognitionsverfahren nicht rechtstheoretisch hergeleitet, sondern von der klagerechtlichen Umsetzung her gedacht.
Das Erkenntnisverfahren wurde offiziell mit der Überprüfung der Prozessvoraussetzungen eröffnet (principium litis). Dabei wurden die Sachvorträge und das Begehr, das hinter dem Anspruch beziehungsweise der Anspruchsabwehr stand, geprüft. Die Litiskontestation, sie folgte dem kontradiktorischen Sachvortrag des Klagegegners, schloss die Klageeröffnung ab und leitete ins Beweisverfahren über. Das den actiones (Klagen) und exceptiones (Gegenklagen als Erwiderung) innewohnende Prinzip von Vortrag und Gegenvortrag wandelte sich zwar nicht, aber die prozessualen Bezeichnungen lauteten sinngemäß nunmehr auf Anspruch und Einwendung/Einrede. Einreden wurden also nicht mehr als Gegenklagen, sondern unmittelbarer Gegenvortrag geführt, was eine Änderung der prozessualen Vortragsweise bedeutete. Das Urteil (sententia) schloss das Erkenntnisverfahren nebst Begründung und Kostennote zugunsten der obsiegenden Partei ab. Sehr häufig wurde gar nicht geklagt, weil Einigungen außergerichtlich erzielt werden konnten. Eine private Sondergerichtsbarkeit wurde hingegen nicht eingerichtet. Blieb eine außergerichtliche Einigung erfolglos, war der Rechtsweg in Rom über die städtische Gerichtsbarkeit vor den Stadtmagistraten (duumviri) eröffnet. Bei geringem Streitwert konnte die Verhandlung vor friedensrichterlichen Schlichtungsstellen geführt werden. In den Provinzen war der Provinzrichter (iudex pedaneus) zuständig. Da dessen Rechtskenntnisse beschränkt waren, wurde er häufig von rechtskundigen Beisitzern (adsessores) oder seltener von einem Consilium unterstützt. Ersatzweise konnten sich die Parteien auch an den Statthalter (rector provinciae) wenden.
Dem Richter waren bei der Untersuchung, Prüfung und Erörterung der Streitsache (Beweisaufnahme) große Auslegungs- und Ermessensspielräume zugestanden (causae cognitio). Das richterliche Ermessen unterlag gleichwohl zunehmenden Einschränkungen, da die Ausweitung des Beamtenapparats Aufsichts- und Kontrollfunktionen mit sich brachte. Das Bewusstsein darüber, dass Urteile überprüft wurden (appellationes) und ihre Bestandskraft einbüßen konnten, nahm erheblichen Einfluss auf die Beweiswürdigung. Zudem wurden immer wieder einzelne Ausnahmevorschriften geschaffen. Justinian verlangte von den Parteien die Ablegung des Kalumnieneids wider mutwillig bösartigen Verhaltens. Die Bedeutung einzelner Beweismittel verschob sich. So verringerten sich aus sozialpolitischen Gründen Kraft und Bedeutung des Zeugenbeweises. Das war darauf zurückzuführen, dass zunehmende Verarmungserscheinungen zu gesellschaftlichen Spannungen führten und die Gefahr der Bestechlichkeit anwuchs. An Bedeutung nahmen urkundliche Beweismittel hingegen zu, etwa Schuldscheine oder Quittungen. Dem Richter erleichterte das die Arbeit zwar, Fehler seiner Arbeit wurden allerdings transparenter. Die Schaffung immer neuer Anspruchsgrundlagen erhöhten das Arbeitspensum.
Methodisch änderte sich die rechtliche Argumentationsweise. Als Anknüpfungspunkt wurde beispielsweise der sogenannte „hypothetische Parteiwille“ in die Rechtsgeschäftslehre eingeführt. Es kam also nicht allein mehr auf die Kundgabe eines ausdrücklich geäußerten Willens an. Neue Erkenntnisse zur ergänzenden Vertragsauslegung und zur methodischen Erschließung von Umkehrfolgerungen erlangten Bedeutung für die Sachverhaltsanalyse, etwa wenn Fragen zur Testamentsauslegung in Rede standen.
Ursprünglich war die zivilprozessuale Verfahrensform der cognitio in den Provinzen beheimatet. Dort war es oft problematisch, genügend römische Staatsbürger zu finden, die als Geschworene eingesetzt werden konnten. Aus diesem Grund vereinigte der Prätor deren Aufgaben auf sich in Personalunion und leitete die gerichtlichen Untersuchungen (causae cognitio) selbst. Unter Augustus wurde die cognitio zur cognitio extra ordinem erweitert, bei der der Magistrat auch keinen Privatrichter (iudex privatus) mehr einsetzte, sondern selbst entschied, wenn dies nicht ein kaiserlicher Amtsträger tat. Die Abschaffung des zivilen Formularprozesses griff auf den Strafprozess durch, denn auch die schwurgerichtlichen quaestiones verschwanden. Ebenso verschwand die Sanktionsform der Geldkondemnation ( condemnatio pecuniaria).
Überdies wurden Urteile berufungsfähig (appellatio, provocatio). Sie unterlagen damit dem Instanzenzug mit Suspensiv- und Devolutiveffekt. Die Frist für appellationes war mit zwei Tagen (nach Urteilsverkündung) sehr kurz. Andererseits bedurfte es einer Berufungsbegründung erst im späteren Verfahren (causas appellationis reddere). Darüber zu entscheiden, war Angelegenheit des Kaisers oder eines von ihm benannten Vertreters. In den Provinzen war grundsätzlich der Provinzstatthalter zuständig. Die Rechtssache wurde erneut umfänglich erörtert, wobei es dem Berufungskläger nicht gestattet war, neue Tatsachen vorzutragen. Das Überprüfungsverfahren wurde von Kaiser Augustus eingeführt, der sich selbst aber – in Übereinstimmung mit seinen Befugnissen – in eigener Sache von den Gesetzen entband (princeps legibus solutus). Urteilskorrekturen erfolgten häufig unter Billigkeitserwägungen, was einen neuen rechtlichen Ansatz bedeutete. Billigkeit trat als Schöpfungsakt und Rechtsquelle neben das Bürger- und das zunehmend eingeschränkte Honorarrecht.

### Vollstreckungsverfahren, Entwicklungen
Das antike Urteilswesen zeichnete den Weg für das Urteil im modernen Rechtsverständnis vor. Urteile wurde schriftlich abgefasst und mussten begründet werden. Entscheidungen über die Herausgabe beweglicher Sachen (Mobilien) wichen von dem Grundsatz ab, dass jede Verurteilung auf Geld lautete (omnis condemnatio pecuniaria est). Das hatte im Sinne der Bedürfnisse der Parteien Konsequenzen für das Vollstreckungsrecht. Der Vollstreckungsgläubiger konnte in einen einzelnen Vermögensgegenstand vollstrecken und der Vollstreckungsschuldner musste nicht mehr die Vollstreckung in sein gesamtes Vermögen hinnehmen.
Eine weitere Neuerung im Vollstreckungsrecht stellte zu nachklassischen Zeiten der treuhänderische Verkauf einzelner Sachen im Wege der Gesamtvermögensvollstreckung (distractio bonorum) dar. Daran knüpfte auch die Infamie an. Zuvor wurde das Gesamtvermögen stets einheitlich verkauft. Urteilserfüllungs- und Prozessbeitrittsfristen wurden verlängert. Die Grundsätze der Litiskreszenz wurden aufgegeben. Die im Formularprozess bedeutsame Vermögensübertragung des zahlungsunfähigen Schuldners wurde auf Fälle des Vermögensverfalls bei höherer Gewalt beschränkt und ansonsten moratorisch behandelt (Fristaufschub). Durch die Möglichkeit, die paulinischen Anfechtungsklage erheben zu können, wurde der Gläubigerbenachteiligung der Riegel vorgeschoben, das Klagewesen dabei vereinheitlicht und letztlich gestärkt.
Wie gut das Kognitionsverfahren funktionierte, ist schwer zu bestimmen, denn es gibt kaum aufschlussreiche Informationen zu den Abläufen. Mitteilungen aus der Praxis in bestimmten Provinzen sind aber auf Papyri und als Inschriften festgehalten. Da die Gerichtsverfahren teuer waren, obsiegte zumeist wohl der, der den besten Anwalt hatte.
Das römisch-kanonische Verfahren mittelalterlicher Gerichte beruht grundsätzlich noch auf der cognitio extra ordinem.

## Sonstige Verfahrensarten
Neben dem ordentlichen Gerichtsverfahren des Kognitionsprozesses und der Schiedsgerichtsbarkeit – eine solche war auch dem jüdischen Patriarchat zugestanden – gab es Sondergerichtsbarkeiten. Der Sondergerichtsbarkeit unterfielen – nur beispielsweise – das Finanz- und Fiskalwesen, aber auch spezielles Berufsrecht, wenn etwa Streitigkeiten im Heer zu befrieden waren. Angelegenheiten mit klerikalem Bezug wurden vor dem Bischofsgericht (episcopalis audientia) verhandelt, wo neben dem römischen, kanonisches Recht zur Anwendung kam. Die Kirche begann damit also parallel eine eigene Gerichtsbarkeit neben der staatlichen zu aufzubauen. Ihre Zuständigkeit und Qualifikation leitete sie aus ihrer Religion selbst ab (de religione) und beanspruchte auch Gerichtsbarkeit in weltlichen Dingen. Diese Urteile wurden mit den staatlichen Instrumentarien vollstreckt, Appellationen zu den staatlichen Gerichten waren ihnen versagt. Gegen Urteile des Bischofsgerichts in religiösen Belangen war eine weitere Appellation an weltliche Gerichte ebenfalls nicht möglich.
Die freiwillige Gerichtsbarkeit ist insbesondere im Familienrecht bezeugt. Streitgegenständliche Materien waren die Wahl und Ernennung von Vormündern, die Emanzipation von Frauen und die Freilassung von Sklaven.